# Махмутова
Махмутова — деревня в Кунашакском районе Челябинской области. Входит в состав Ашировского сельского поселения. 
Деревня основана в начале 18 века на берегу озера Коклан башкирами из команды Ашира Буксаргина, жители несли охранную службу на старой дороге из Тобольска в Казань.

## География
Расположена в северо-восточной части района. Расстояние до районного центра, Кунашака, 51 км; до центра сельского поселения, Аширово, 2 км.

## Население
| 2002 | 2010 |
| ---- | ---- |
| 208  | ↘194 |

(в 1970 — 162, в 1995 — 284)

## Улицы
- Улица Кадира Даяна
- Молодежная улица